# L'Enfer et Cie
L'Enfer et Cie est un roman de Jean-François Josselin publié le 2 septembre 1982 aux éditions Grasset et ayant reçu la même année le prix Médicis.

## Éditions
- L'Enfer et Cie, éditions Grasset, 1982  (ISBN 2246269512).